# Friedrich Leuckart
Friedrich Andreas Sigismund Leuckart (* 26. August 1794 in Helmstedt; † 25. August 1843 in Freiburg im Breisgau) war ein deutscher Mediziner, Zoologe und Naturforscher.

## Leben
Friedrich Andreas Sigismund Leuckart war der jüngste Sohn des Buchdruckereibesitzers und Helmstedter Ratsherrn Sigismund Leuckart (* 1741; † 1826) und der Johanna Sophie Regine Seemann (* 1757, † 1831) und Enkel des Buchdruckers Michael Leuckart. Er besuchte das Pädagogium seiner Vaterstadt, wo sein Interesse zum Studium der Natur durch einen seiner Lehrer, den Sohn des Direktors Wiedeburg, geweckt wurde. Von 1812 bis 1816 studierte er Medizin und Naturgeschichte an der Universität Göttingen und wurde dort 1813 Mitglied des Corps Brunsviga Göttingen. Er freundete sich dort auch mit Heinrich Rathke an und war ein begeisterter Schüler Blumenbachs. Mit einer Arbeit De equo bisulco Molinae promovierte er 1816 in Göttingen zum Doktor der Medizin.
1817 trat Leuckart eine größere Bildungsreise an, auf der er den Kontakt zu  bedeutenden Gelehrten aufnahm und seine Kenntnisse auf dem ihn besonders interessierenden Gebiet der Zoologie vertiefte. Zunächst besuchte er Carl Gravenhorst in Breslau. Dann hielt er sich ein und dreiviertel Jahre in Wien auf, wo er von Johann Gottfried Bremser, Karl Franz Anton von Schreibers sowie den beiden Natterer freundlich unterstützt seine ersten, im ersten Heft seiner Zoologischen Bruchstücke veröffentlichten helminthologischen Untersuchungen anstellte. Dabei erforschte er vor allem die bis dahin wenig bekannten parasitären Würmer. Dann ging er nach Triest und Neapel. In letzterer Stadt verweilte und arbeitete er mehrere Monate. In Paris trat er u. a. mit Cuvier und Latreille in nähere Verbindung, arbeitete dann mit Meckel in Cette und kehrte 1821 auf mehrere Monate nach Helmstedt zurück.
Leuckart zog Ende 1822 nach Heidelberg, wo er sich Anfang  1823 als Privatdozent der Medizin und Naturgeschichte habilitierte und 1829 zum außerordentlichen Professor an der Universität Heidelberg ernannt wurde. 1828 war er zum Mitglied der Leopoldina berufen worden. Ab Herbst 1832 arbeitete er als ordentlicher Professor der vergleichenden Anatomie und Physiologie sowie der Veterinärkunde an der Universität Freiburg im Breisgau. Ferner leitete er die zootomisch-physiologische Anstalt. In der Folge unternahm er u. a. noch Reisen nach Helgoland, an das Adriatische Meer sowie 1836 an die Nordseeküste Hollands. 1838 fand unter der Geschäftsführung von G. F. Wucherer und Leuckart die 16. Versammlung deutscher Naturforscher und Ärzte in Freiburg statt. Er zeichnete ach als Verfasser des amtlichen Berichtes über die Versammlung. Er übte ununterbrochen seinen Lehrberuf an der Universität Freiburg aus, bis er im Sommer 1843 im Alter von 49 Jahren einer unheilbaren Krankheit erlag. Seine größere zootomische Sammlung kaufte die Universität Freiburg an. Seine Naturgeschichte der Helminthen, die er in einem Jahr vollenden zu können gehofft hatte, vereitelte Krankheit und Tod; es ist nur der Versuch einer naturgemäßen Eintheilung der Heminthen (1827) als Einleitung erschienen.
Friedrich Andreas Sigismund Leuckart hatte am 17. Mai 1838 Anna Blank geheiratet. Sein Neffe war der Zoologe Rudolf Leuckart.

## Werke
- Zoologische Bruchstücke, 1819–42, 3 Hefte
- Versuch einer naturgemäßen Eintheilung der Helminthen, Heidelberg 1827;
- Einleitung in die Organiatrik und insbesondere die Zoïatrik oder Thierarzneikunde : für Vorlesungen über Thierarzneikunde und als Vorbereitung zum Studium derselben : nebst Angabe der wichtigeren allgemeinen, teutschen und ausländischen, thierarzneilichen Schriften. Heidelberg: Winter, 1832;
- Allgemeine Einleitung in die Naturgeschichte. Stuttgart: E. Schweizerbart’sche Verlagsbuchhandlung, 1832;
- Über die Verbreitung der übriggebliebenen Reste einer vorweltlichen organischen Schöpfung, Freiburg i.Br. 1835;
- Untersuchung über das Zwischen-Kieferbein des Menschen in seiner normalen und abnormen Metamorphose : ein Beitrag zur Entwicklungsgeschichte des Menschen nebst Betrachtungen über das Zwischenkieferbein der Thiere. Stuttgart: Schweizerbart, 1840.